# Miriwoong
Miriwoong (někdy též miriwung) je austrálský domorodý jazyk, kterým se mluví na severu Austrálie, ve východní části regionu Kimberley v Západní Austrálii. Řadí se do jazykové rodiny jarrakanských jazyků, v rámci které společně s jazykem gajirrabeng tvoří malou podskupinu miriwoongických jazyků. Tento jazyk používá kmen Miriwungů.
Jazyk miriwoong postupně vymírá, ale už od 70. let 20. století se o jeho záchranu snaží organizace Mirima Dawang Woorlab-gerring.

## Znaková řeč
Jazyk miriwoong (stejně jako mnoho dalších austrálských jazyků) existuje také ve formě znakové řeči. Používají ho 3 neslyšící, ale ovládají ho i další slyšící lidé.

## Stav
Miriwungové často ovládají hned několik jazyků: miriwoong, znakový miriwoong, angličtinu a australskou kreolštinu (kreolský jazyk na bázi angličtiny). Od používání jazyky miriwoong se ale postupně upouští a dnes má jen okolo 20 plynných mluvčích, většinou ze starší generace. Nicméně mladší generace jazyku miriwoong částečně rozumí a přejímá z něho mnoho slov.